# سمير بكاو
سمير بكاو (من مواليد 17 أكتوبر 1954)  هو لاعب كرة قدم تونسي سابق لعب كلاعب خط وسط . اشتهر بشكل أساسي بفترات لعبه مع نادي غايس غوتنبرغ السويدي، وكان هداف دوري الدرجة الثانية سودرا عام 1985 برصيد 20 هدفًا. كما مثل المنتخب التونسي . لعب باكاو في أيامه الأولى في نادي النجم الرياضي الساحلي التونسي، ثم في نادي الوحدة الإماراتي ونادي فاسترا فرولوندا السويدي.

## سيرة

### بداية مسيرته الرياضية
بدأ بكاو مسيرته الكروية في نادي النجم الرياضي الساحلي، نادي مسقط رأسه سوسة، حيث لعب في السبعينيات وأوائل الثمانينيات. منذ بداياته، كان يُعتبر أحد أكثر اللاعبين الواعدين في تونس.سنة 1970، عندما زار المنتخب البرازيلي تونس، توقع بيليه أن يكون لبكاو مستقبل باهر. ظهر لأول مرة مع المنتخب التونسي في عام 1973 وشارك في 45 مباراة دولية، وكان آخر ظهور له في مباراة ودية ضد المنتخب المصري في 15 مارس 1989. تم اختياره أفضل لاعب في تونس في عامي 1978 و1981، وغاب عن كأس العالم لكرة القدم 1978 في الأرجنتين بسبب إصابة في الفخذ. كما أصبح قائدًا للمنتخب الوطني.

### الاحتراف في السويد
في أوائل الثمانينيات، تعاقد باكو مع نادي الوحدة، وهو نادٍ في الإمارات العربية المتحدة، ولكن في عام 1984، تم حظر جميع اللاعبين الأجانب في البلاد. سمع المدرب الرئيسي لنادي غايس غوتنبرغ السويدي، بو فالك، عن باكو من روبن ألكسندرسون، وهو صديق من أيام فالك في نادي كالمار، الذي كان يقضي إجازته في تونس كل عام منذ عام 1977 وكان يراقب باكو. انتهز نادي غايس، الذي كان آنذاك في دوري الدرجة الثانية سودرا، الفرصة، وفي ربيع عام 1984، وقع باكو مع النادي. ظهر لأول مرة ضد نادي لاندسكرونا بو آي إس في مباراة انتهت بالتعادل 1-1 وسجل أربعة أهداف في عامه الأول.
في عام 1985، لعب بكاو في خط الوسط إلى جانب المدافع لينا كريفي وشكل شراكة قوية مع المهاجمين أولف كول وستيف جاردنر، والمعروفة باسم «المثلث الذهبي». فاز بلقب هداف دوري سودرا برصيد 20 هدفًا، واختير أفضل لاعب في الدوري وأفضل لاعب في نادي جاي آي إس، وحصل على جائزة آريتس ماكريل. تأهل نادي غايس إلى تصفيات الصعود إلى الدوري السويدي الممتاز، لكنه خسر أمام ديورجاردن بركلات الترجيح بعد مباراتين انتهتا بتعادلين.
في مايو 1986، أصيب باكاوا بتمزق في الرباط الصليبي الأمامي وغاب عن الملاعب لمدة ستة أشهر. لعب ست مباريات فقط مع نادي غايس في عام 1986 ولم يُجدّد عقده، حيث اعتبر النادي أنه من المخاطرة إعادة التوقيع مع اللاعب البالغ من العمر 32 عامًا آنذاك والمتعرض للإصابة. في عام 1987، وقّع بكاو مع نادي فاسترا فرولوندا الصاعد حديثًا، لكنه لم يكن سعيدًا بمنصبه في النادي وكان يتوق للعودة إلى غايس.
في عام 1988، صعد غايس إلى الدوري السويدي الممتاز وعاد بكاو إلى الفريق. خلال الموسم، واجه الترحيل من السويد، حيث لم يتمكن اللاعبون من الحصول على تصاريح إقامة إلا لمدة أربع سنوات. استأنف غايس القرارات، وبما أن بكاو قد عاد إلى تونس خلال أشهر الشتاء، فقد تمكن من تسوية وضعيته. وللبقاء في البلاد، عمل بكاو أيضًا في مطعم لو سبورتيف في جوتنبرج ، الذي يديره صديقه ومدربه الشخصي رضا شبيل. أنهى غايس الموسم في المركز الثامن وظل في الدوري السويدي الممتاز، حيث سجل بكاو عشرة أهداف، ليصبح هداف الفريق.
في عام 1989، تنافس غايس على المراكز الثلاثة الأولى في الدوري السويدي الممتاز. خسروا الدور نصف النهائي أمام نادي مالمو، لكنهم تـهلوا إلى كأس الاتحاد الأوروبي 1990-1991. كان بكاو يخطط للاعتزال بعد الموسم، ولكن تم إقناعه بالبقاء لمدة عام آخر. ومع ذلك، في صيف عام 1990، أصيب في ركبته أثناء التدريب. في خريف عام 1990، عندما لعب غايس ضد توربيدو موسكو في الجولة الأولى من كأس الاتحاد الأوروبي، اضطر باكاو إلى مغادرة وكانت نتيجة المباراة 4-0 لصالح توربيدو. أعلن اعتزاله كرة القدم بعد فترة وجيزة وعاد إلى مسقط رأسه سوسة، حيث رفض منصبًا في ناديه السابق، النجم الساحلي.

## مسيرة التدريب
في عام 1991، عُيّن باكاو مدربًا للشباب في ناديه السابق الوحدة في الإمارات العربية المتحدة. وبقي هناك مدة سبع سنوات، وقاد فرق الشباب في النادي إلى العديد من النجاحات. بعد ذلك، عمل مدربًا للشباب ومدربًا مساعدًا للفريق الأول في الجزيرة في أبو ظبي. وفي وقت لاحق، أصبح كشافًا لوكيل الرياضة السويدي ماتس ثيرين.

## نتائج بطولة الفيفا
| سنة     | مسابقة                       | التطبيقات | هدف |
| ------- | ---------------------------- | --------- | --- |
| 1982    | تصفيات كأس العالم لكرة القدم | 2         | 0   |
| المجموع | المجموع                      | 2         | 0   |

## روابط خارجية
- سمير بكاو – سجل منافسات الفيفا